# アグーネンダの戦い
アグーネンダの戦い（アグーネンダのたたかい）は、1957年5月23日から5月25日にかけてアルジェリアアルジェ南方の山岳地帯アグーネンダで生起したフランス陸軍とFLN戦いである。

## 経緯
1957年5月初め、FLNの第41コマンド隊（通称：アリ・ホッジャ隊。パレストロの戦いのアリ・ホッジャが部隊創設に関与している）はフランス軍スパッヒ隊（北アフリカ騎兵）に待ち伏せ攻撃を与え7人の戦死者を出しながらもフランス軍に約60人を戦死させた。退却する際に指揮官シ・アゼディーネは航空機による機銃掃射を受け、12.7mm弾が右腕前腕部を引きちぎり一時重態であった。
それから約2週間後の5月21日に、メデア付近で第5アルジェリア狙撃兵大隊の分遣隊を待ち伏せた。フランス人大尉含む10人の兵士を戦死させ残りの多数を投降するように説得している間まで第41コマンド隊の損害は戦死1人負傷者2人だけであった。
アルジェの戦いが終わったばかりのマルセル・ビジャールは指揮下の第3植民地落下傘連隊をもって一連の事件を引き起こしているFLN部隊を討伐すべくカビリー山地西端地帯へ派遣された。
フランス軍情報部はシ・アゼディーネの第41コマンド隊と他の2個中隊300人そして第4ウィラヤ司令官がメデアで合流することが明らかとなった。この情報を受けたビジャールは第41コマンド隊を待ち伏せることに決心し、予想進路であるブリバーン・ワジの途中にある山村アグーネンダを選定した。
5月22日夜から翌日にかけてシディ駐屯地から第3植民地落下傘連隊は部隊を展開させた。700人からなる部隊はトラックで895高地に運ばれ5月23日0130時に到着、そこから四方に散開し4時間かけて物音を立てずに各中隊は位置についた。連隊戦闘指揮所と迫撃砲部隊は1298高地に配置。第1中隊、第2中隊（944高地）、第3中隊及び偵察隊は、それぞれ予想侵入経路を見渡せる4つ高地の頂上に位置し特に第3中隊は北の離れた高地に配置、10km四方を弧状に展開した。
ヘリコプターと対地攻撃航空機はメデアからいつでも急行できるよう待機中であり、第4中隊（907高地）と支援中隊は連隊予備として待機させた。
やがてFLN部隊は接近してきたが、羊飼いによって事前にフランス軍展開の情報を知らされていたため、待伏せは失敗した。ビジャールは撤収を選ばず、ただちに強襲に切り替える決心をした。

## 戦闘
シ・アゼディーネは羊飼いによってもたらされた情報でフランス軍の位置を知り、3個縦隊をもって第3中隊の北側に迂回して逆に攻撃をかける事を決心した。
第3中隊はブリバーン・ワジの北の土手付近にFLN部隊が接近しているのを発見、1030時に連隊本部へ無線で通報し、1045時にこれに対して射撃を開始した。一時、100人からなる第3中隊は圧倒される危機に瀕した。中隊長は連隊本部にヘリコプターを送るように要請し、ビジャールはメデアに待機中のシコルスキー S-55やパイアセッキ H-21を呼び寄せ、ただちに予備の支援中隊を積載し現場に急行させ、アゼディーネ部隊の背後に着陸することなく高度2メートルのホバリングで次々と卸下させ、1130時には展開が完了した。一方、第1中隊と第2中隊は第3中隊を支援するため尾根沿いに徒歩機動を開始。遊兵状態であった第4中隊と偵察隊は引き返してきたヘリコプターに乗り907高地から951高地へわずかな距離を北東に移動した。この頃までにフランス落下傘部隊が確立した典型的なヘリボーン戦術である。
フランス落下傘部隊は高地帯を制圧し、南部からは連隊本部、第1中隊、第2中隊、第4中隊が。北からは第3中隊と支援中隊による包囲網の圧縮で、FLN部隊は低地のブリバーン・ワジに追い立てられた。48時間続いた約30平方キロメートルの面積の上での機動戦で第41コマンド隊と2個カティバ（およそ中隊規模の部隊）は反撃を試みた。しかし、近接航空支援機の上空支援があるにもかかわらず、広範囲な包囲網を維持するためにわずか1個連隊では薄く展開せざるを得なかった。結果、約200人のFLN兵が包囲網から脱出に成功した。

## その後
5月26日朝には戦闘は終結し損害はFLN側が戦死96人、捕虜9人。フランス側は戦死8人、負傷者29人であった。しかし鹵獲した武器は45挺だけでFLNは戦死者や負傷者から武器弾薬を回収して撤退していた。
一見すれば見事な機動戦を行なったフランス軍の勝利に思えるが、二度とめぐり合わせられないほどの理想的戦術を駆使できる場面であってもFLN部隊を一網打尽にすることが出来ず、アルジェの戦いのような治安戦でも今回のような正規戦でもFLNを屈服させることが困難で、フランス軍の勝利への見通しはいまだ不透明なままであった。
FLNもこのような野戦では一方的な敗北をするのが必定であり、是が非でも避けなければならないと判断した。結局、内陸部での活動は19世紀のアブド・アルカーディルがしたように山岳地帯に点在する洞窟に隠れて小規模な遊撃戦に回帰した。また、モロッコやチュニジアの国境付近のキャンプ内では装備を整え訓練を続けアルジェリア領内への進攻するべく待機していた。